# Viktor Ahven
Viktor Ahven (ur. 27 lutego 1929 w Sałmi, zm. 13 marca 2013) – fiński zapaśnik walczący w stylu klasycznym. Olimpijczyk z Rzymu 1960, gdzie zajął dziewiąte miejsce w kategorii ponad 87 kg.
Wicemistrz Finlandii w 1962 i 1963, w stylu klasycznym. Pierwszy w 1960, 1961, 1962 i 1964; drugi w 1958; trzeci w 1950 w stylu wolnym.

## Letnie Igrzyska Olimpijskie 1960
| Konkurencja           | Rundy eliminacyjne       | Rundy eliminacyjne    | Klas. końcowa |
| Konkurencja           | Przeciwnik I             | Przeciwnik II         | Miejsce       |
| --------------------- | ------------------------ | --------------------- | ------------- |
| +87 kg styl klasyczny | Lucjan Sosnowski (POL) P | Bohumil Kubát (TCH) P | 9.            |